# Cyaniris kojirei
Cyaniris kojirei är en fjärilsart som beskrevs av Siuiti Murayama 1957. Cyaniris kojirei ingår i släktet Cyaniris och familjen juvelvingar. Inga underarter finns listade i Catalogue of Life.